# Шефица
Шефица (енгл. The Boss) америчка је филмска комедија из 2016. у режији Бена Фалконеа. Главне улоге тумаче Мелиса Макарти, Кристен Бел, Кети Бејтс, Тајлер Лабин и Питер Динклиџ. Филм прати богату жену која, након што је ухапшена и изгубила богатство, користи продају колачића ћерке своје помоћнице да би се вратила на врх.
Премијера је приказана 21. марта 2016. у Сиднеју, док је од 8. априла приказиван у биоскопима у САД, односно 7. априла у Србији. Упркос негативним рецензијама критичара, остварио је комерцијални успех и зарадио преко 78 милиона долара наспрам буџета од 29 милиона.

## Радња
Индустријског могула (Мелиса Макарти) шаљу у затвор кад је ухвате због инсајдерског трговања. Кад се поново појави на сцени и покуша да се представи као најновија америчка „слаткица”, неће сви које је заврнула моћи тако лако да јој опросте и забораве.

## Улоге
| Глумац         | Улога          |
| -------------- | -------------- |
| Мелиса Макарти | Мишел Дарнел   |
| Кристен Бел    | Клер Ролингс   |
| Ела Андерсон   | Рејчел Ролингс |
| Питер Динклиџ  | Роналд/Рено    |
| Тајлер Лабин   | Мајк Билс      |
| Кети Бејтс     | Ида Маркет     |